# Brachychiton populneus
Brachychiton populneus là một loài thực vật có hoa trong họ Cẩm quỳ. Loài này được (Schott & Endl.) R.Br. mô tả khoa học đầu tiên năm 1844.